# Epigynopteryx sipariata
Epigynopteryx sipariata är en fjärilsart som beskrevs av Saalmüller. Epigynopteryx sipariata ingår i släktet Epigynopteryx och familjen mätare. Inga underarter finns listade i Catalogue of Life.